# Marcilly-sur-Eure
 Marcilly-sur-Eure  là một xã thuộc tỉnh Eure trong vùng Normandie miền bắc nước Pháp.